# Gladys Mora
Gladys Alicia Mora Romero (Barranquilla, 31 de julio de 1980) es una deportista colombiana que compitió en taekwondo. Ganó cuatro medallas en el Campeonato Panamericano de Taekwondo entre los años 2002 y 2012.

## Palmarés internacional
| Campeonato Panamericano | Campeonato Panamericano  | Campeonato Panamericano | Campeonato Panamericano |
| Año                     | Lugar                    | Medalla                 | Categoría               |
| ----------------------- | ------------------------ | ----------------------- | ----------------------- |
| 2002                    | Quito (Ecuador)          | Medalla de bronce       | –51 kg                  |
| 2006                    | Buenos Aires (Argentina) | Medalla de oro          | –51 kg                  |
| 2008                    | Caguas (Puerto Rico)     | Medalla de plata        | –51 kg                  |
| 2012                    | Sucre (Bolivia)          | Medalla de bronce       | –53 kg                  |